# Туендат (Зырянский район)
Туендат — село в Зырянском районе Томской области, Россия. Входит в состав Михайловского сельского поселения. Село имеет четыре улицы: Молодёжная, Нагорная, Луговая и Озерная (Банная).

## География
Село располагается почти в центре Зырянского района, на левом берегу реки Абсаклы, образующейся в результате слияния (в 0,5 км к югу от населённого пункта) рек Туендат и Кильдек, приблизительно в 1,5 км южнее места её впадения в реку Кия. Село состоит из низменной части по ул. Луговая (расположенной в пойме реки Абсаклы, где в половодье вода доходит до огородов и заливает погреба в домах) и нагорной по улицам Молодёжная и Нагорная (расположенной на естественной возвышенности). Практически в центре села расположен небольшой водоем (пруд) без названия примыкающий к улице Озерная.

## История
Село Туендат образовано в 1826 году. По данным переписи населения на 01.01.1926 в с. Туендат числилось 173 хозяйства с населением 822 человек, на 01.01.2006 103 хозяйства с населением 255 человек, на 01.01.2013 в с. Туендат числится 84 хозяйства с населением 225 человек.
Туендатский сельский совет создан в 1923 году, до 04.09.1924 входил в состав Туендатской волости Мариинского уезда, 24.10.1931 в его состав вошел Шиняевский сельский совет. Ликвидирован 30.06.1953, территория присоединена к Михайловскому сельскому совету.
Приблизительно до середины 1930 годов в селе существовала церковь Введения во храм Пресвятой Богородицы. Построена в 1864 году, освящена 28 января 1865 года. Церковь деревянная, однопрестольная. Земли не имела. При церкви была школа грамотности с 23 учениками (данные на 1914 год), открытая в 1898 году.

## Население
| 1926 | 2002 | 2010 | 2012 | 2013 | 2014 | 2015 |
| ---- | ---- | ---- | ---- | ---- | ---- | ---- |
| 822  | ↘259 | ↘172 | ↗173 | ↗175 | ↘172 | ↗176 |
| 2016 | 2021 |      |      |      |      |      |
| ↘171 | ↘144 |      |      |      |      |      |

## Социальная сфера и экономика
В посёлке есть фельдшерско-акушерский пункт и Дом культуры.
Основа местной экономической жизни — сельское хозяйство(растениеводство и животноводство) и розничная торговля.